# Lijst van Nederlandstalige vrouwentijdschriften

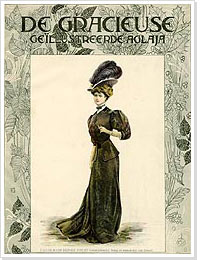
De Gracieuse (afl. 1, 1907).

Dit is een lijst van Nederlandstalige vrouwentijdschriften van vroeger en nu.
De oudste Nederlandstalige tijdschriften voor vrouwen dateren uit de tweede helft van de achttiende eeuw, met bladen als De verstandige snapsters (1756), De Engelsche spectatrice (1762-1763) en De dames-post (1785).
Enkele van de langst lopende titels zijn of waren: Tesselschade (72 jaar); De Gracieuse (74 jaar); Margriet (86 jaar in 2024); Elegance (87 jaar in 2024); en Libelle (90 jaar in 2024).

## Lijst van Nederlandstalige vrouwentijdschriften
Deze lijst is ingedeeld naar eeuw van eerste verschijnen. Binnen elke eeuw zijn de tijdschriften alfabetisch geordend. Deze lijst is niet volledig.

### Opgericht in de achttiende eeuw
- Algemeene oeffenschool der vrouwen (1784-1785)
- De dames-post (1785)
- De Engelsche spectatrice (1762-1763)
- De recensent voor vrouwen (1795)
- De verstandige snapsters (1756)
- Geschenk voor de juffrouwen (1792-1793)
- Weekblad voor vrouwen (1795)

### Opgericht in de negentiende eeuw
- Aglaja (1835-1836; 1848-1864)
- Album aan het schoone geslacht toegewijd (1839-1840)
- Album der nieuwste en sierlijkste brei-, haak- en knooppatronen (1846-1851)
- Belang en Recht (1896-1918)
- Courant voor dames (1858)
- Dames-courant (1856; 1861; 1864)
- Dames-weekblad (1856-1857)
- De Bazar (1857-1900)
- De bon ton (1837-1840(?))
- De follet (1861-1862)
- De geïllustreerde Aglaja (1865-1935)
- De Gracieuse (1862-1864; 1864-1936)
- De Hollandsche lelie (1887-1935)
- De hoop der toekomst (1861-1866)
- De huisvrouw (1872-1910)
- De kampioen der vrouwen (1846)
- De Naaisterbode (1898),  het officiële orgaan van de  Algemeene Nederlandsche Naaistersbond (ANNB)
- De vlinder (1862)
- De Vrouw: het weekblad tot onderwijs en ontspanning van vrouwen en meisjes (1888)[1]
- De vrouw: socialistisch maandblad (1893-1900)
- Elegantia (1807-1814)
- Erina (1843-1852; 1857)
- Euphrosyne (1832)
- Evolutie (1893-1925)
- Flora (1848-1856)
- Het maandblad (1878-1909)
- Het toilet (1838; 1846; 1848-1854)
- Maandblad der vereeniging voor verbetering van vrouwenkleeding (1899-1909)
- Maandschrift voor dames (1856-1862)
- Maria en Martha (1844-1856)
- Mode-journaal voor dames (1837-1884)
- Ons streven (1870-1878)
- Onze jonge meisjes (1894-1919)
- Onze roeping (1870-1873)
- Op de grenzen van twee werelden (1877-1904)
- Parijzer mode-salon (1863-1875)
- Penélopé (1821-1835)
- Psyche (1836)
- Tesselschade (1881-1953)
- Tijd en toekomst (1858)
- Victoria (1862)

### Opgericht in de twintigste eeuw
- Alles voor Eva (1942-1972)
- Ariadne (1959-2001)
- Avantgarde (1980-2011)
- Beatrijs (1939-1942; 1946-1967)
- Beau Monde (1995-heden)
- Beauty (1934-1936)
- Burda (1950-heden)
- Centrale modegids (1913-1933)
- Christelijk vrouwenleven (1917-1943)
- Cosmopolitan (1982-heden)
- De Amsterdamsche dameskroniek (1915-1942)
- De Haagsche vrouwenkroniek (1913-1942)
- De huisvrouw in Indië (1931-1940)
- De jonge vrouw (1918-1935)
- De katholieke vrouw (1920-1941)
- De lelie (1909-1914)
- De practische huisvrouw (1927-1932), gratis huis-aan-huisblad van V&D
- De Proletarische Vrouw (1905-1940)
- De stem der vrouw (1900-1911)
- De vrouw en de opbouw (1934-1940)
- De vrouw en de vrede (1934-1949)
- De vrouw en haar huis (1906-1944)
- De vrouwenstrijd (1930-1938)
- Elegance (1937-heden)
- Elle (1989-heden)
- Eva (1936-1942)
- Evita (eerder: Fit & Gezond) (1992-heden)
- Feeling (tijdschrift) (1990-heden)
- Flair (Nederland) en Flair (België) (1980-heden)
- Glossy (1999-heden)
- Gudrun (1919-1942)
- Het gelukkig huisgezin (1904-1928)
- Het rijk der vrouw (1914-1949)
- Het Rijk der Vrouw (1932-1990)
- Huishouding van nu (1935-1944)
- Huwelijk en huisgezin: maandblad der Vereeniging Van Nieuw Feministen (1935-1940)
- Intiem (1982-heden)
- Knip, later Knipmode (1969-heden)
- Libelle (Nederlands weekblad) (1934-heden)
- Libelle (Vlaams weekblad) (1945-heden)
- Lover: drie-maandelijks literatuuroverzicht voor de vrouwenbeweging (1974-2011)
- Maandblad van de Nederlandsche vereeniging van huisvrouwen (1913-1942)
- Maandblad van de vereeniging voor vrouwenkiesrecht (1900-1919)
- Maandbulletin van het Nationaal Bureau voor Vrouwenarbeid (1920-1936)
- Madeleine (1946-1969)
- Margriet (1938-heden)
- Marie Claire (1989-heden)
- Marion (1948-1993)
- Moeder (1934-1961)
- Mijn geheim (1976-heden)
- Naaldwerk en kant (1919-1929)
- Nieuw vrouwenleven (1908-1926)
- Nouveau (1986-heden)
- Onze kleeding (1910-1924)
- Opzij (1972-heden)
- Primero (1998-heden)
- Raffia (1989-heden)
- Rosita, voorheen: Goed Nieuws voor de Vrouw (1952-1970)
- Santé (1994-heden)
- Viva (1972-2021)
- Vriendin (1997-heden)
- Vrouwen met Vaart (eerder: De Boerin, Bij de Haard en Eigen Aard) (1909-heden)
- Wij jonge vrouwen (1935-1939)
- Yes (1986-2010)
- Zij (1917-1937)

### Opgericht in de eenentwintigste eeuw
- &C (2017-heden)
- Ariadne at home (2001-heden)
- Esta (2004-2013)
- Flow (2008-heden)
- Glam*It (2003-2011)
- Glamour (2005-2021)
- Goed Gevoel (ca. 2010-heden)
- Goedele (2008-2011)
- Grazia (2007-heden)
- Harper's Bazaar (2014-heden)
- Jan (2005-heden)
- Kek mama (2006-heden)
- LINDA. (2003-heden)
- Mama (2008-heden)
- Red (2004-2014)
- Stars (2005-heden)
- Vitaya Magazine (2009-heden)